# Teoria crítica
A teoria crítica  é uma abordagem teórica que, contrapondo-se à teoria tradicional, de matriz cartesiana, busca unir teoria e prática, ou seja, incorporar ao pensamento tradicional dos filósofos uma tensão com o presente. A teoria crítica tem um início definido a partir de um ensaio-manifesto, publicado por Max Horkheimer em 1937, intitulado Teoria Tradicional e Teoria Crítica.
A Teoria Crítica tem um significado estreito e amplo na filosofia e na história das ciências sociais. “Teoria crítica” no sentido estrito designa várias gerações de filósofos e teóricos sociais alemães na tradição marxista da Europa Ocidental conhecida como Escola de Frankfurt. De acordo com esses teóricos, uma teoria "crítica" pode ser distinguida de uma teoria "tradicional" de acordo com um propósito prático específico: uma teoria é crítica na medida em que busca a "emancipação humana da escravidão", atua como uma "influência libertadora".
Consiste em uma abordagem da filosofia social que se concentra na avaliação reflexiva e crítica da sociedade e da cultura, a fim de revelar e desafiar as estruturas de poder. Com origens na sociologia e na crítica literária, ele argumenta que os problemas sociais são influenciados e criados mais por estruturas sociais e pressupostos culturais do que por fatores individuais e psicológicos. Sustentando que a ideologia é o principal obstáculo à libertação humana, a teoria crítica foi estabelecida como uma escola de pensamento principalmente pelos teóricos da Escola de Frankfurt: Herbert Marcuse, Theodor Adorno, Walter Benjamin, Erich Fromm e Max Horkheimer. Horkheimer descreveu uma teoria como crítica na medida em que visa "libertar os seres humanos das circunstâncias que os escravizam.
Em sociologia e filosofia política, "Teoria Crítica" representa a filosofia ocidental-marxista da Escola de Frankfurt, desenvolvida na Alemanha na década de 1930 e inspirada nas ideias de Karl Marx e Sigmund Freud. Embora uma "teoria crítica" ou uma "teoria social crítica" possa ter elementos de pensamento semelhantes, a capitalização da Teoria Crítica como se fosse um nome próprio enfatiza a linhagem intelectual específica da Escola de Frankfurt.
Embora a Teoria Crítica seja frequentemente considerada estritamente como referindo-se à Escola de Frankfurt que começa com Horkheimer e Adorno e se estende até Marcuse e Habermas, qualquer abordagem filosófica com objetivos práticos semelhantes poderia ser chamada de "teoria crítica", incluindo feminismo, teoria crítica da raça, e algumas formas de crítica pós-colonial. Na sequência,A Teoria Crítica, quando em maiúscula, refere-se apenas à Escola de Frankfurt. Todos os outros usos do termo são significados em um sentido mais amplo e, portanto, não são capitalizados. Quando usada no singular, “uma teoria crítica” não é capitalizada, mesmo quando a teoria é desenvolvida por membros da Escola de Frankfurt no contexto de seu projeto geral de Teoria Crítica.
A teoria crítica moderna também foi influenciada por György Lukács e Antônio Gramsci, bem como por estudiosos da Escola de Frankfurt de segunda geração, notavelmente Jürgen Habermas. Na obra de Habermas, a teoria crítica transcendeu suas raízes teóricas no idealismo alemão e se aproximou do pragmatismo americano. A preocupação com a "base e superestrutura" social é um dos conceitos filosóficos marxistas remanescentes em grande parte da teoria crítica contemporânea.
A teoria crítica pós-moderna analisa a fragmentação das identidades culturais a fim de desafiar os construtos da era modernista, como metanarrativas, racionalidade e verdades universais, enquanto politiza os problemas sociais "ao situá-los em contextos históricos e culturais, para se implicar o processo de coleta e analisar dados e relativizar suas descobertas.

## Caracterização
"Em meu ensaio "Teoria Tradicional e Teoria Crítica” apontei a diferença entre dois métodos gnosiológicos. Um foi fundamentado no Discours de la Méthode [Discurso sobre o Método], cujo jubileu de publicação se comemorou neste ano, e o outro, na crítica da economia política. A teoria em sentido tradicional, cartesiano, como a que se encontra em vigor em todas as ciências especializadas, organiza a experiência à base da formulação de questões que surgem em conexão com a reprodução da vida dentro da sociedade atual. Os sistemas das disciplinas contém os conhecimentos de tal forma que, sob circunstâncias dadas, são aplicáveis ao maior número possível de ocasiões. A gênese social dos problemas, as situações reais nas quais a ciência é empregada e os fins perseguidos em sua aplicação, são por ela mesma consideradas exteriores. – A teoria crítica da sociedade, ao contrário, tem como objeto os homens como produtores de todas as suas formas históricas de vida. As situações efetivas, nas quais a ciência se baseia, não são para ela uma coisa dada, cujo único problema estaria na mera constatação e previsão segundo as leis da probabilidade. O que é dado não depende apenas da natureza, mas também do poder do homem sobre ele. Os objetos e a espécie de percepção, a formulação de questões e o sentido da resposta dão provas da atividade humana e do grau de seu poder."— Max Horkheimer, "Filosofia e Teoria Crítica", 1968.
Max Horkheimer primeiro definiu a teoria crítica (em alemão: Kritische Theorie) em seu ensaio de 1937 "Teoria tradicional e crítica", como uma teoria social orientada para criticar e mudar a sociedade como um todo, em contraste com a teoria tradicional orientada apenas para compreendê-la ou explicá-la. Querendo distinguir a teoria crítica como uma forma radical e emancipatória da filosofia marxista, Horkheimer criticou o modelo de ciência apresentado pelo positivismo lógico e o que ele e seus colegas viam como o positivismo e o autoritarismo encobertos do marxismo ortodoxo e do comunismo. Ele descreveu uma teoria como crítica na medida em que busca "libertar os seres humanos das circunstâncias que os escravizam". A teoria crítica envolve uma dimensão normativa, seja por criticar a sociedade em termos de alguma teoria geral de valores ou normas (deveres), ou criticando a sociedade em termos de seus próprios valores defendidos (isto é, crítica imanente). Os conceitos centrais da teoria crítica são que ela deve ser direcionada para a totalidade da sociedade em sua especificidade histórica (ou seja, como veio a ser configurada em um momento específico) buscando melhorar a compreensão da sociedade e integrando todas as principais ciências sociais, incluindo geografia, economia, sociologia, história, ciência política, antropologia e psicologia.
A teoria crítica é comumente associada aos filósofos da chamada Escola de Frankfurt, quase todos vinculados, inicialmente, ao Instituto de Pesquisa Social de Frankfurt. Um dos principais objetivos do Instituto era o de explicar, historicamente, como se dava a organização e a consciência dos trabalhadores industriais. Entretanto, os pressupostos teóricos da Escola de Frankfurt se estenderam a diversas outras áreas de estudo - Comunicação Social, Direito, Psicologia, Psicanálise, Filosofia, Antropologia, Sociologia, entre outras.
A teoria parte do princípio de uma crítica ao caráter cientificista das ciências humanas, ou seja, de uma crítica da crença irrestrita na base de dados empíricos e na administração como explicação dos fenômenos sociais (por exemplo, como crítica ao funcionalismo). A preocupação, pautada pela organização dos trabalhadores, está centrada, principalmente, em entender a cultura como elemento de transformação da sociedade. Neste sentido, a teoria crítica utiliza-se de pressupostos do Marxismo para explicar o funcionamento da sociedade e a formação de classes, e da Psicanálise para explicar a formação do indivíduo, enquanto elemento que compõe o corpo social. Esta postura se fortalece, principalmente, com o Nazismo e o Fascismo na Europa. Um dos principais questionamentos se dava no sentido de entender como os indivíduos se tornavam insensíveis à dor do autoritarismo, negando a sua própria condição de indivíduo ativo no corpo social.
Como o Instituto era patrocinado com recursos judeus, além de sua explícita linha marxista de análise, os pesquisadores como Max Horkheimer (diretor) e Theodor Adorno, entre outros, se veêm obrigados a deixar a Alemanha Nazista, fugidos da perseguição de Hitler. Já nos Estados Unidos, estes pesquisadores acompanham o surgimento do que os funcionalistas chamam de "cultura de massa" com o desenvolvimento de novas tecnologias de comunicação, principalmente o rádio. Os pensadores da Escola de Frankfurt contestam o conceito de Cultura de Massa, no sentido de que ele seria uma maneira "camuflada" de indicar que ela parte das bases sociais e que, portanto, seria produzida pela própria massa.
Ainda nos anos 1940, os pesquisadores de Frankfurt propõem o conceito de indústria cultural em substituição ao conceito de cultura de massa. Pensadores como Adorno e Lazarsfeld chegaram a desenvolver pesquisas em conjunto, buscando aproximar os conceitos do funcionalismo com o da teoria crítica. Entretanto, a proposição de indústria cultural e de cultura de massa estavam distantes demais.

## Propostas da teoria crítica
Ela propõe a teoria como lugar da autocrítica do esclarecimento e de visualização das ações de dominação social, visando não permitir a reprodução constante desta dominação (na verdade, esta formação crítica a que se propõem os pensadores de Frankfurt pode ser entendida como um alerta à necessidade do esclarecimento da sociedade quanto às ordens instituídas). Neste sentido, a teoria crítica visa oferecer um comportamento crítico nos confrontos com a ciência e a cultura, apresentando uma proposta política de reorganização da sociedade, de modo a superar o que eles chamavam de "crise da razão" (nova crítica ao Funcionalismo). Eles entendiam que a razão era o elemento de conformidade e de manutenção do status quo, propondo, então, uma reflexão sobre esta racionalidade.
Desta forma, há uma severa crítica à fragmentação da ciência em setores na tentativa de explicar a sociedade (ordens funcionais - a sociedade entendida como sistemas e sub-sistemas). Assim, propõem a dialética como método para entender a sociedade, buscando uma investigação analítica dos fenômenos estudados, relacionando estes fenômenos com as forças sociais que os provocam. Para eles, as disciplinas setoriais desviam a compreensão da sociedade como um todo e, assim, todos ficam submetidos à razão instrumental (o próprio status quo) e acabam por desempenhar uma função de manutenção das normas sociais. A dialética se dá no sentido de entender os fenômenos estruturais da sociedade (como a formação do capitalismo e a industrialização, por exemplo), fazendo uma crítica à economia política, buscando na divisão de classes os elementos para explicar a concepção do contexto social (como o desemprego, o terrorismo, o militarismo, etc.). Em resumo, há uma tentativa de interpretar as relações sociais a fim de contextualizar os fenômenos que acontecem na sociedade. Partindo deste pressuposto, as ciências sociais que "reduzem" seus estudos à coleta e classificação de dados (como acontece com a pesquisa norte-americana) estariam vedando a si próprias a verdade, porque estariam ignorando as intervenções que constantemente ocorrem no contexto social.

## Kant e Marx
Esta versão da teoria "crítica" deriva do uso do termo crítica por Immanuel Kant em sua Crítica da Razão Pura e de Marx, na premissa de que sua obra "O Capital"  é uma "crítica da economia política". No idealismo transcendental de Kant, crítica significa examinar e estabelecer os limites da validade de uma faculdade, tipo ou corpo de conhecimento, especialmente levando em consideração as limitações dos conceitos irredutíveis fundamentais desse sistema de conhecimento. A noção de crítica de Kant foi associada à derrubada de crenças filosóficas, sociais e políticas falsas, improváveis ou dogmáticas. Sua crítica da razão envolvia a crítica de ideias teológicas e metafísicas dogmáticas e estava entrelaçada com o aumento da autonomia ética e a crítica iluminista da superstição e da autoridade irracional. Ignorado por muitos nos círculos "realistas críticos" é que o ímpeto imediato de Kant para escrever a Crítica da Razão Pura foi abordar os problemas levantados pelo empirismo cético de David Hume que, ao atacar a metafísica, empregou a razão e a lógica para argumentar contra a cognoscibilidade do mundo e das de causalidade. Kant, em contraste, impulsionou o emprego de afirmações metafísicas a priori como requisito, pois se algo deve ser dito como cognoscível, teria de ser estabelecido em abstrações distintas de fenômenos perceptíveis. Marx desenvolveu explicitamente a noção de crítica na crítica da ideologia, vinculando-a à prática da revolução social, como afirmado na 11ª seção de suas Teses sobre Feuerbach: "Os filósofos apenas interpretaram o mundo, de várias maneiras; a questão é para mudá-lo".

## Adorno e Horkheimer
Uma das características distintivas da teoria crítica, como Theodor W. Adorno e Max Horkheimer elaboraram em Dialética do Esclarecimento (1947), é uma ambivalência sobre a fonte última ou fundamento da dominação social, uma ambivalência que deu origem ao "pessimismo" da nova teoria crítica sobre a possibilidade da emancipação humana e da liberdade. Essa ambivalência estava enraizada nas circunstâncias históricas em que a obra foi originalmente produzida, particularmente a ascensão do nazismo, do capitalismo de estado e da indústria cultural como formas inteiramente novas de dominação social que não podiam ser adequadamente explicadas nos termos da sociologia marxista tradicional.
Para Adorno e Horkheimer, a intervenção do Estado na economia havia efetivamente abolido a tensão tradicional entre as "relações de produção" do marxismo e as "forças materiais produtivas" da sociedade. O mercado (como mecanismo "inconsciente" de distribuição de mercadorias) foi substituído pelo planejamento centralizado.
Ao contrário da previsão de Marx no Prefácio a uma contribuição para a crítica da economia política, essa mudança não levou a "uma era de revolução social", mas ao fascismo e ao totalitarismo. Como tal, a teoria crítica foi deixada, nas palavras de Habermas, sem "nada de reserva a que pudesse apelar, e quando as forças de produção entram em uma simbiose nefasta com as relações de produção que deveriam abrir completamente, há não mais qualquer dinamismo no qual a crítica pudesse basear sua esperança". Para Adorno e Horkheimer, isso colocava o problema de como explicar a aparente persistência da dominação na ausência da própria contradição que, de acordo com a teoria crítica tradicional, foi a própria fonte de dominação.

## Habermas
Na década de 1960, Habermas, proponente da teoria social crítica, elevou a discussão epistemológica a um novo patamar em sua obra Conhecimento e Interesse (1968), ao identificar o conhecimento crítico como baseado em princípios que o diferenciavam das ciências naturais. ou as humanidades, por meio de sua orientação para a autorreflexão e a emancipação. Embora insatisfeito com o pensamento de Adorno e Horkheimer em Dialética do Esclarecimento, Habermas compartilha da visão de que, na forma da racionalidade instrumental, a era da modernidade marca um afastamento da libertação do iluminismo em direção a uma nova forma de escravidão. Na obra de Habermas, a teoria crítica transcendeu suas raízes teóricas no idealismo alemão e avançou para mais perto do pragmatismo americano.
As ideias de Habermas sobre a relação entre modernidade e racionalização são, nesse sentido, fortemente influenciadas por Max Weber. Ele dissolveu ainda os elementos da teoria crítica derivados do idealismo alemão hegeliano, embora sua epistemologia permaneça amplamente marxista. Talvez suas duas ideias mais influentes sejam os conceitos de esfera pública e ação comunicativa, esta última chegando em parte como uma reação a novos desafios pós-estruturais ou os chamados "pós-modernos" ao discurso da modernidade. Habermas manteve correspondência regular com Richard Rorty, e um forte senso de pragmatismo filosófico pode ser sentido em seu pensamento, que freqüentemente atravessa as fronteiras entre a sociologia e a filosofia.

## Expoentes
- Max Horkheimer
- Erich Fromm
- Friedrich Pollock
- Leo Löwenthal
- Theodor Adorno
- Walter Benjamin
- Herbert Marcuse
- Jürgen Habermas
- Axel Honneth

## Derivações
- Estudos críticos do direito
- Realismo crítico
- Psicologia Crítica
- Criminologia crítica
- Teoria crítica (relações internacionais)
- Pedagogia crítica
- Análise crítica do discurso